# Onymität

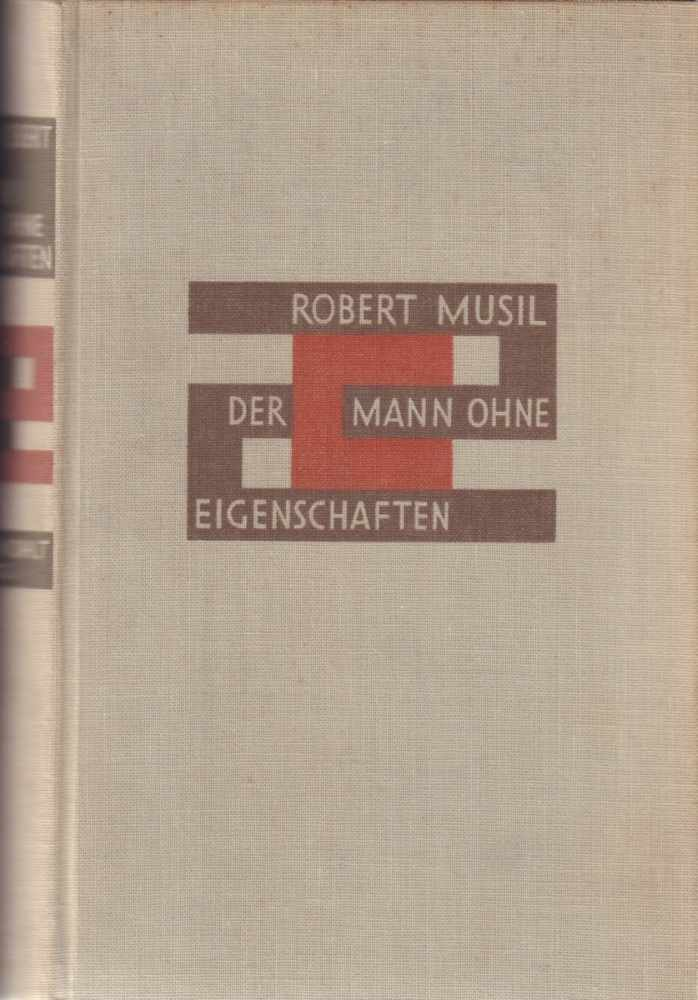
Bucheinband des Romans Der Mann ohne Eigenschaften (1930) mit realem Autornamen Robert Musil

Onymität (von altgriechisch -ώνυμος, -ṓnumos ‚benannt‘) bedeutet, dass ein Werk den Namen seines Autors trägt und dass dieser Name kein Pseudonym, sondern ein Realname (Orthonym, früher auch Alethonym) ist. Der Begriff wurde als Gegensatz zum Begriff der Anonymität (von altgriechisch ἀνώνυμos , anṓnumos ‚anonym, anonymisch‘) gebildet und 1987 vom französischen Literaturtheoretiker Gérard Genette geprägt.

## Begriff
Der Begriff der „Onymität“ wurde bereits im 19. Jahrhundert verwendet. Geprägt wurde er im 1987 unter dem Titel Seuils publizierten Werk von Gérard Genette über Paratexte. Der Autorname gehört zum Paratext, also der Information, die den Text umgibt. Wenn der Name des Autors nicht mit dem Namen der Person, die das Werk verfasst hat, übereinstimmt, handelt es sich um ein Pseudonym. Wenn kein Name angegeben ist, erscheint der Text anonym. Für die im modernen Buchdruck häufigste Situation, dass ein Werk mit einem Autornamen erscheint, der kein Pseudonym ist, führt Genette den Begriff der „Onymität“ ein.